# Ɽ
Das Ɽ (kleingeschrieben ɽ) ist ein Buchstabe des lateinischen Schriftsystems. Er besteht aus einem R, dessen linkes Bein um einen Haken verlängert wurde. Der Großbuchstabe kann zwei verschiedene Formen haben, einmal ein Großbuchstabe R mit Haken, und ein vergrößerter Kleinbuchstabe r mit Haken, wobei erstere Form häufiger auftritt.
Der Buchstabe wird in mehreren Sprachen verwendet, die im Sudan gesprochen werden, unter anderem Heiban, Koalib, Moro und Otoro. Der Kleinbuchstabe ɽ stellt außerdem im internationalen phonetischen Alphabet den stimmhaften retroflexen Flap dar.

## Darstellung auf dem Computer
Unicode enthält das Ɽ an den Codepunkten U+2C64 (Großbuchstabe) und U+027D (Kleinbuchstabe).